# Cerkiew Ikony Matki Bożej „Wszystkich Strapionych Radość” w Swietłogorsku
Cerkiew pod wezwaniem Ikony Matki Bożej „Wszystkich Strapionych Radość” – prawosławna cerkiew-pomnik w Swietłogorsku, na terenie parafii św. Serafina z Sarowa w Swietłogorsku, w dekanacie nadmorskim eparchii kaliningradzkiej Rosyjskiego Kościoła Prawosławnego.
Cerkiew znajduje się przy ulicy Lenina.
Świątynię wzniesiono w miejscu katastrofy lotniczej, która wydarzyła się 16 maja 1972 r. (spadający samolot wojskowy uderzył w budynek przedszkolny, w wyniku czego zginęły 34 osoby, w tym 23 przebywających w przedszkolu dzieci). Budowa – według projektu architektów A. Archipienki i J. Kuzniecowa – miała miejsce w 1994 r.. W listopadzie tego samego roku cerkiew została konsekrowana przez metropolitę smoleńskiego i kaliningradzkiego Cyryla.

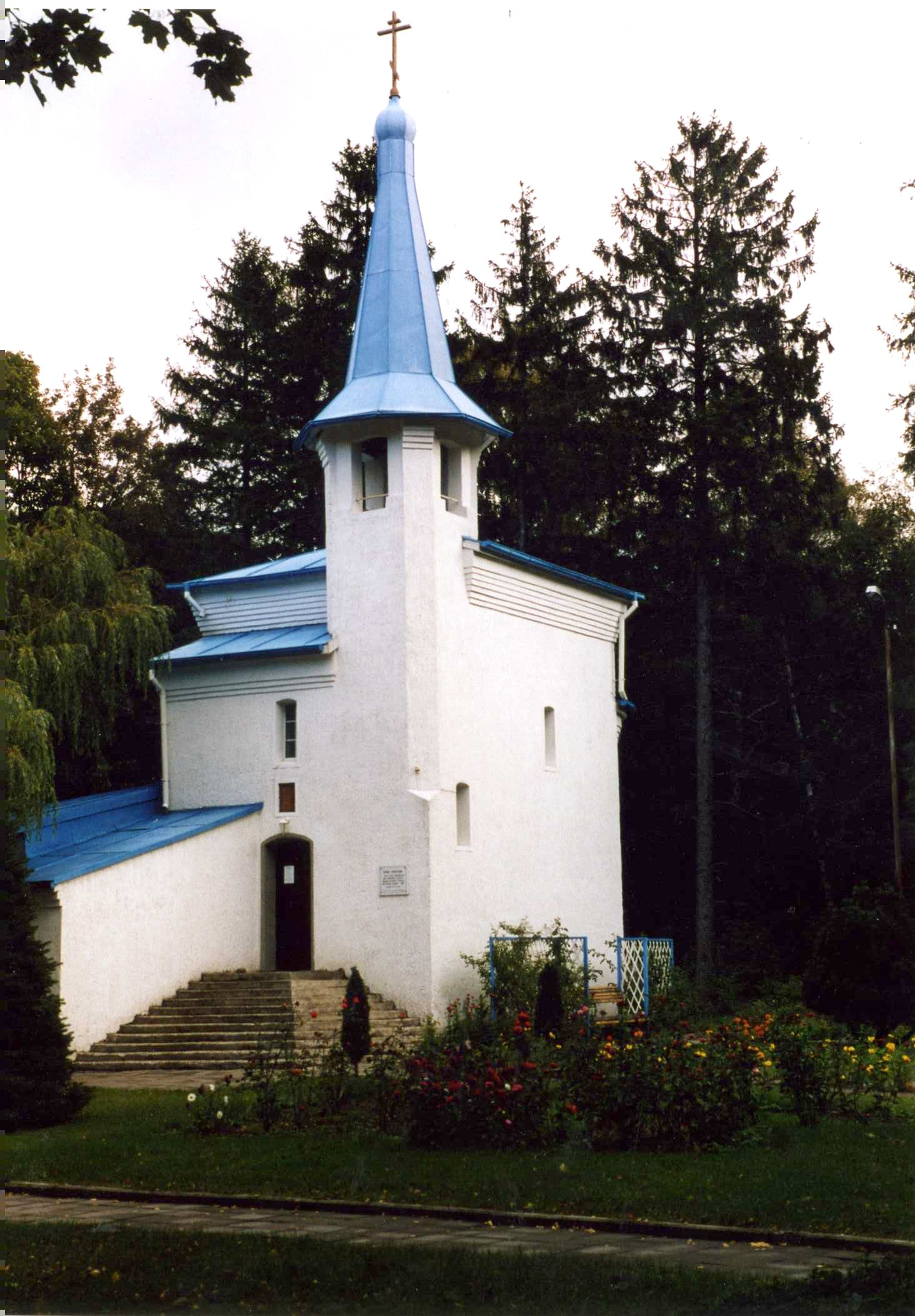
Cerkiew od frontu
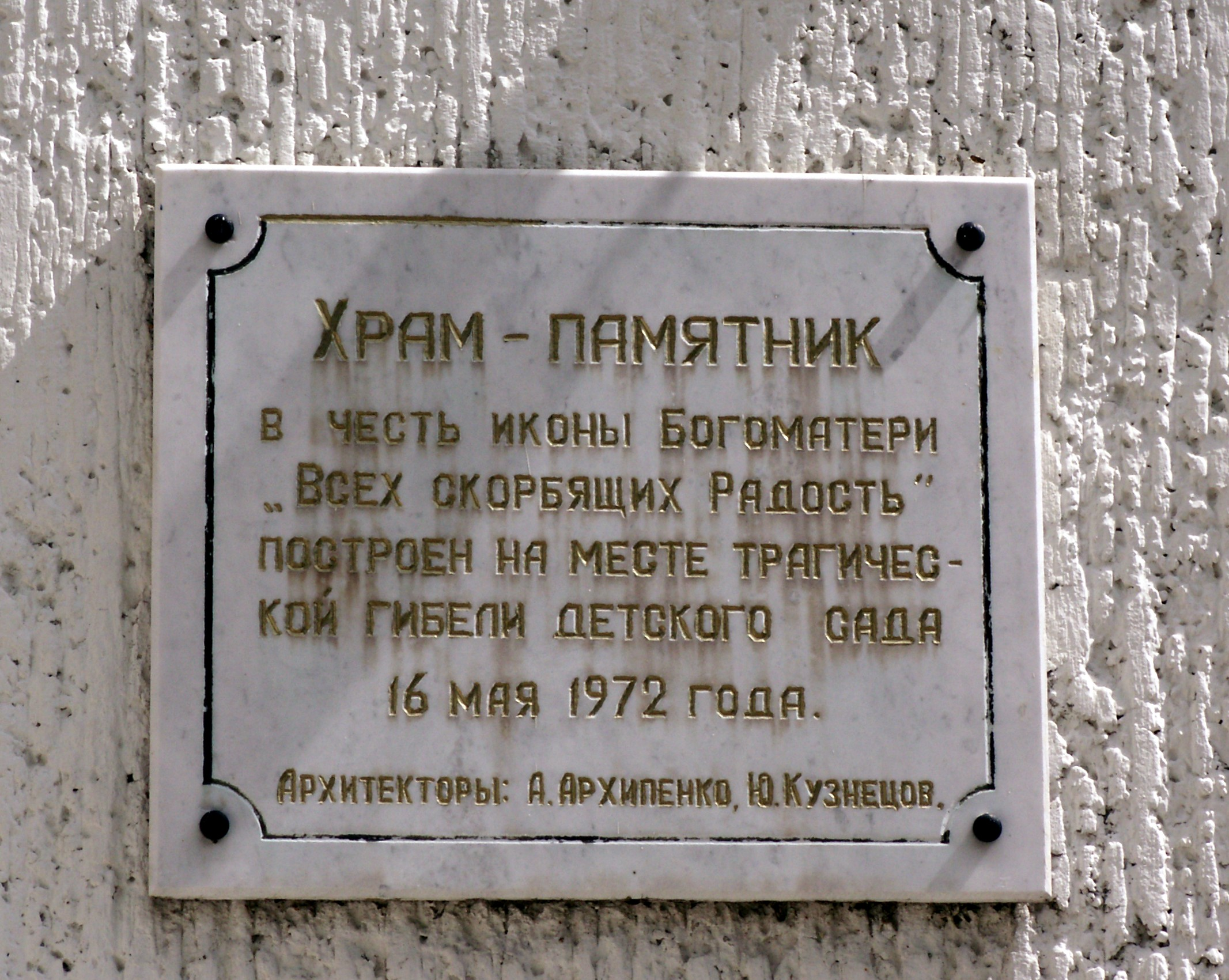
Tablica na cerkwi
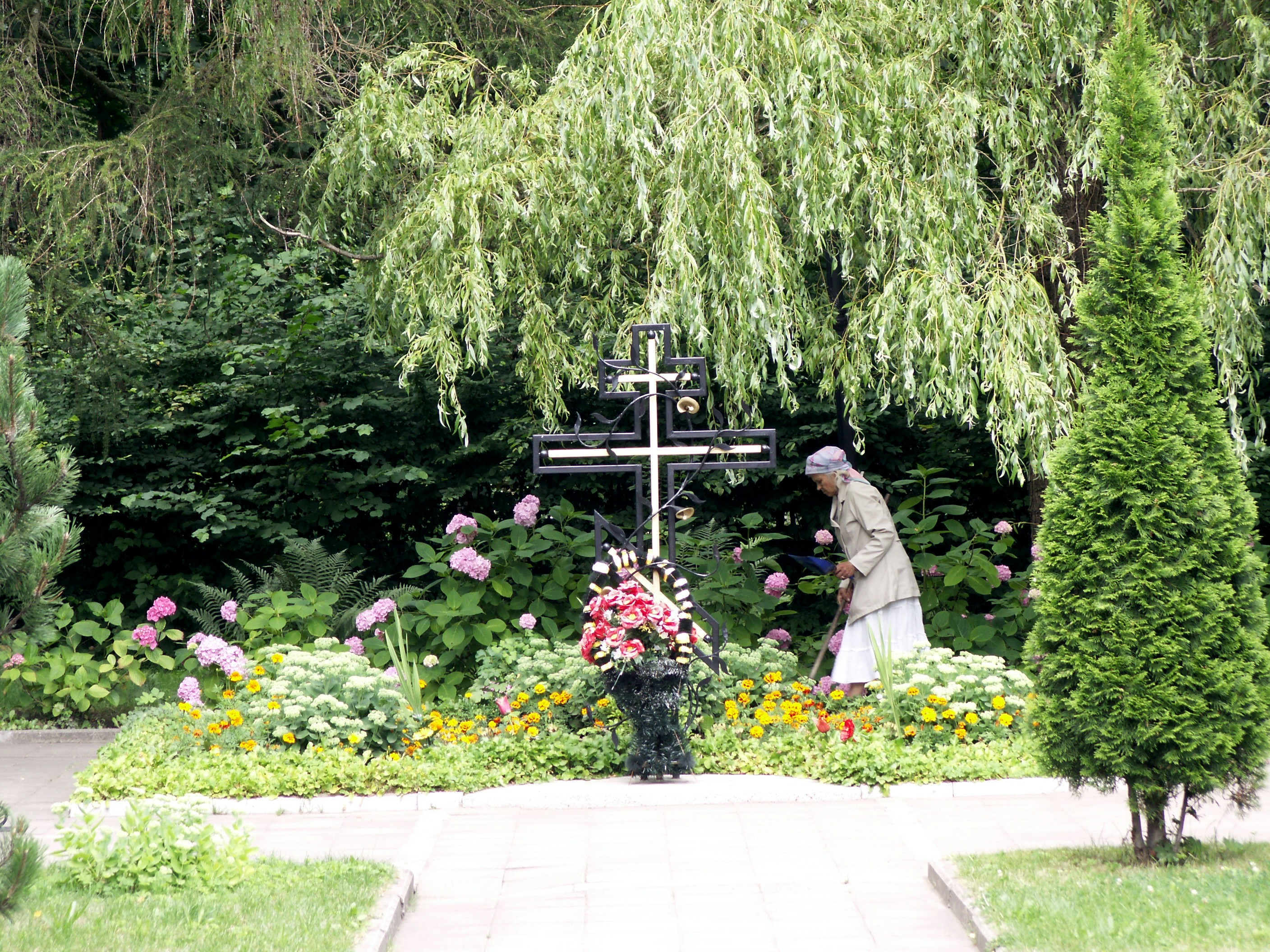
Przycerkiewny krzyż